# Chelodina canni
Chelodina canni — вид бокошиїх черепах родини змієшиїх (Chelidae). Ендемік Австралії.

## Таксономія
Протягом багатьох років C. canni вважався тим самим видом, що й Chelodina novaeguineae з Нової Гвінеї. Однак у 2002 році було показано, що ці два види відрізняються як морфологічно, так і генетично, і тому C. canni був відокремлений і описаний як унікальний вид.

## Поширення
Черепаха поширена у штатах Північна територія та Квінсленд. Населяє прісноводні річки навколо затоки Карпентарія.

## Опис

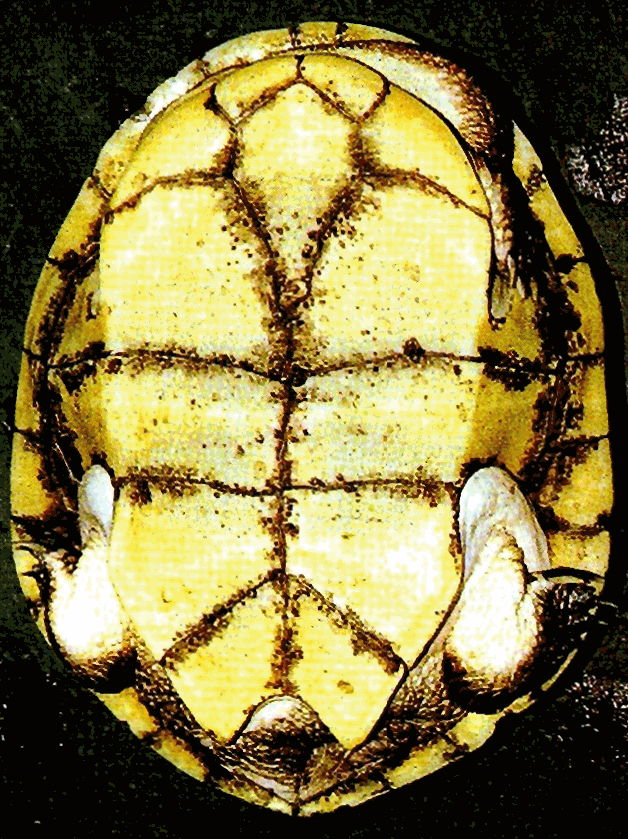
Пластрон Chelodina canni

Черепаха має широкий, округлий панцир темного забарвлення. Пластрон жовтий.